# Bagna (województwo łódzkie)
Bagna – uroczysko-dawna miejscowość w Polsce położona w województwie łódzkim, w powiecie łaskim, w gminie Widawa.
Według danych ze Spisu Powszechnego z 30 września 1921 Bagna należały do gminy Dąbrowa Widawska, w powiecie łaskim, w województwie łódzkim. Leżała ok. 1 km od południowego brzegu rzeki Widawki, między wsiami Korzeń a Ligota.
Słownik geograficzny Królestwa Polskiego określa miejscowość jako Bagno, zamieszkiwane przez 49 osób w 10 domach i należące do parafii Burzenin.
Według danych ze spisu powszechnego z 30 września 1921 wieś liczyła 50 mieszkańców, w tym 23 mężczyzn i 27 kobiet. Zamieszkiwali oni w 9 budynkach. W tej liczbie wyznania rzymskokatolickiego było 50 osób, narodowość polską podało także 50 mieszkańców.
Dawniej samodzielna miejscowość (kolonia). Od 1867 w gminie Lutomiersk w powiecie łaskim. 
W okresie międzywojennym należał do gminy Widawa w powiecie łaskim w woj. łódzkim. 2 października 1933 utworzono gromadę Bagna w granicach gminy Widawa, składającą się z samej wsi Bagna. W wykazie gromad z 1952 Bagna już nie występują.